# 11926 Ориноко
11926 Ориноко (11926 Orinoco) — астероїд головного поясу, відкритий 18 грудня 1992 року.
Тіссеранів параметр щодо Юпітера — 3,478.
Названий на честь річки Ориноко. Відкритий 18 грудня 1992 року Еріком Ельстом у Коссолі, що в департаменті Приморські Альпи.